# Tropar
Tropar (troparion) (z gr. τροπάριον, liczba mnoga: τροπάρια, od τρέπω 'odwracać') – jedna z form muzycznych w obrządku bizantyjskim, będącym w użyciu w Kościołach prawosławnych oraz w Katolickich Kościołach Wschodnich tradycji bizantyjskiej. Jest to poetycki śpiew liturgiczny o prostej strukturze i rytmicznej kadencji, który przybliża nam historię i znaczenie soteriologiczne danego święta, wydarzenia lub świętego.
Troparia pojawiły się w liturgii w V wieku jako rozwinięcie ubogiej wcześniej psalmodii. Wprowadzono do niej krótkie, rymowane teksty, tropy utrzymane w tej samej co i psalmodia melodii bądź w odrębnym charakterze melodycznym. Ich budowa była oparta na rymie i rytmie wyrazowym wersów równozgłoskowych. Z czasem zaczęto tworzyć troparia o wersach nierównozgłoskowych, prawdopodobnie z przyczyn muzycznych. Troparia śpiewano w czasie godzinek, między lekcjami Ewangelii lub na ich końcu. Stanowiły odpowiednik łacińskich antyfon. Łączenie tropariów w większe całości doprowadziło pod koniec V stulecia do powstania kondakiów.

## Troparion paschalny
Jednym z najbardziej znanych troparionów jest troparion paschalny.
Jego tekst został pierwotnie stworzony w koine z czasem jednak tłumaczony był na różne języki wernakularne.
Tekst grecki:

Χριστὸς ἀνέστη ἐκ νεκρῶν, 

θανάτῳ θάνατον πατήσας, 

καὶ τοῖς ἐν τοῖς μνήμασι, 

ζωὴν χαρισάμενος! 

Transliteracja:

Christós anésti ek nekrón,
 
thanáto thánaton patísas, 

ké tís en tís mnímasi, 

zoín charisámenos!

Tłumaczenie polskie:

Chrystus powstał z martwych, 

śmiercią podeptał śmierć 

i będącym w grobach 

życie darował!